# Annunciata (Medole)
Annunciata è una località situata a sud di Medole, su una strada secondaria che conduce a Castel Goffredo.
La località è nota per la presenza nel luogo del Convento dell'Annunciata, risalente al XV secolo. Il 28 giugno 1543 l'Imperatore Carlo V, giunto al Castello di Medole per un incontro politico con la famiglia Gonzaga fece sosta al convento.
Il convento dell'Annunciata fu oggetto di una vertenza fra due rami della famiglia Gonzaga, i principi di Castiglione delle Stiviere e i marchesi di Castel Goffredo, che se ne contesero il possesso per 160 anni. Tale contesa fu caratterizzata anche da episodi di violenza, come accadde nel 1685 quando le milizie dei Gonzaga di Mantova, in quel momento anche signori di Castel Goffredo, arrivarono ad occupare il castello di Medole, feudo del ramo di Castiglione.